# 女人天下
女人天下（にょにんてんか、朝鮮語: ヨインチョナ、ハングル：여인천하）は、韓国の小説家・朴鍾和の歴史小説である。

## 概要
1958年より韓国日報に連載開始され、翌1959年、女苑社より上下2巻の単行本が出版された。1960年には舞台化、1962年には映画化、2001年にはテレビドラマ化されている。
15世紀から16世紀、中宗在世時の朝鮮を舞台に「朝鮮三大悪女」のひとり鄭蘭貞と彼女が仕えた中宗の正妃文定王后尹氏、蘭貞の夫で文定王后の兄尹元衡たちの権力闘争と没落を描く。

## あらすじ
燕山君から中宗治世下の朝鮮。反逆者として追われる身となった王族巴陵君は、自分の子を身ごもった妓生をひそかに逃がすが、彼女は単身逃亡中に倭寇の襲撃に遭い、女児を生み落して死亡する。女児は自身の子を死産したばかりの鄭允謙の側室に引き取られ、蘭貞（ナンジョン）と名付けられる。
成長した蘭貞は庶子の故に不遇な日々を過ごしながらも美しく聡明な女性として育ち、やがて若き両班尹元衡に見初められる。蘭貞は元衡の姉妹にあたる文定王后を知り、彼女の忠臣となる。
敬嬪朴氏、金安老との権力闘争の末、文定王后は実子慶源大君即位後その摂政となる。元衡の側室となっていた蘭貞は正室（金安老の姪）を毒殺後継室に収まり、外命婦最高の位である「貞敬夫人」の称号を得て共に栄華を極める。
しかし文定王后の死後、元衡夫妻は権力を失い没落。蘭貞は正室殺害の容疑に問われ、元衡ともども自害して果てる。

## 書誌情報
- 汎友社（朝鮮語版）、2001年刊行。全3巻。
  - 『女人天下 上』 ISBN 9788908041646
  - 『女人天下 中』 ISBN 9788908041653
  - 『女人天下 下』 ISBN 9788908041660

## 舞台劇
1960年2月26日より翌3月2日まで、国立劇団により同劇団第17回定期公演作品として上演された。車凡錫が脚色、李眞淳が演出を担当した。

### キャスト
以下の記述はに基づく。
- 中宗: パク・ソンデ
- 慎氏夫人: チュ・ジュンニョ
- 敬嬪朴氏: ナ・オクチュ
- 王妃尹氏: ペク・ソンヒ
- 世子: カン・ソンテ
- 趙光祖: シン・イルチョン
- 朴元宗: イ・ヒャン
- 成希顔: ピョン・ギジョン
- 洪景舟: イ・ギホン
- 尹任: チャン・フン

- 南袞: ユ・チュン
- 沈貞: ナム・チュンテク
- 鄭蘭貞: チョン・エラン
- 老尚宮: チョン・オク
- 観察尚宮: チャン・ミ
- 尚宮: チ・ゲスン
- 金安老: チョン・フクチョン
- 尹元衡: コ・ソルポン
- 明宗: イ・フドク
- 李彦迪: パク・ヨンテ

### スタッフ
以下の記述はに基づく。
- 脚色: 車凡錫
- 演出: 李眞淳
- 舞台監督: キム・ヨンシク
- 助監督: ムン・ミョンチョル
- 美術: キム・ジョンファン
- 証明: チョン・ヒヨン
- 音楽: 金昌燮
- 効果: ホン・ドゥピョ

## 映画
大瑛映画社が制作し1962年に上映された。監督は尹峰春。日本未公開。

### キャスト
- 都琴峰
- 李民子
- 趙美鈴
- 厳鶯蘭
- 金石薫
- 朴巌
- 李芸春
- 金喜甲
- 申振

### スタッフ
- 製作: 鄭和世
- 監督・編集: 尹峰春
- 脚本: 全昌根、李貞善
- 音楽: 韓相基
- 撮影: 盧敬植

## テレビドラマ
2001年2月5日から2002年7月22日まで、韓国SBSにて放送された。SBS月火ドラマ（SBS 월화드라마）作品のひとつ。ユ・ドンユンが脚本を担当し、キム・ジェヒョンが監督を務めた。平均30パーセントの視聴率を獲得し、当初全50話の予定が延長され、最終的には全150話となった。「韓国史上最も当初予定より延長されたドラマ」のひとつとしても挙げられる作品である
。
作品中にて敬嬪朴氏に扮するト・ジウォンが度々発する台詞「メイヤ（메이야）、「何だと」の意）」は流行語となった。
韓国を代表する女優のひとりカン・スヨンが、16年ぶりにテレビドラマに出演した作品でもあった。この作品の出演に際して、彼女はランニング･ギャランティ方式（出演料が視聴率によって支払われるシステム）による契約を行った。これは韓国ドラマ史上初めての事であった
。
2001年度SBS演技大賞にてカン・スヨンと文定王后尹氏役のチョン・イナが揃って大賞を受賞した他、ト・ジウォンが最優秀演技賞（女優）を受賞した。カン・スヨンは同年度クリメ賞（그리메상）最優秀演技者賞（女優）も受賞している。

### 登場人物
以下の記述はに基づく。

### 韓国国外での放送

#### 台湾
2002年9月2日から翌2003年2月26日まで、八大電視系のCS局である八大戲劇台（zh）にて放送された。放送時、信楽団の『死了都要愛』が台湾版オリジナル主題歌として、また容祖兒（ジョイ・ヨン）の『明天愛誰』および『心情不好』がオリジナル挿入歌として用いられた。

#### 日本
2006年7月1日から翌2007年12月1日までSky PerfecTV!の331chにて放送された後、三重県の地方局であるMTVにて2009年5月6日より放送された。

#### 香港
亜洲電視系チャンネルであるaTV本港台（本港台）にて放送された事がある（放送日時は不明）。放送時、葉麗儀（フランシス・イップ、zh）の『活出個未來』、および『又是命運』が香港版オリジナル挿入歌として用いられた。

### 音楽・主題歌
作品中の音楽、および主題歌の製作に、パンソリ名唱（歌い手）の安淑善（안숙선）、伽耶琴奏者の黄秉冀（황병기）、ソプラノ歌手の吉愛鈴が参加した。安はオープニングテーマにも用いられたタイトル曲を歌い、吉はヌングムのテーマソング『哀歌』を担当した。
- オープニングテーマ: V.A.『Main Title』[27]
- 挿入歌: V.A.『Main Theme part2』[27]

### 関連商品

#### DVD
韓国ではDVDは未発売であり、台湾および日本でDVDが発売されている。台湾版はNew Her Ming Videoから2006年11月にDVD-BOX（全3巻）が発売された。日本ではコリア・エンターテインメントより2009年7月にDVD-BOXの第1作目が発売され、翌2010年3月までに全9作が発売された。

#### VCD
香港ではVCD-BOXの第1作目が2005年5月に楽貿より発売され、翌2006年1月までに全6作が発売された。

#### CD
韓国では2002年6月に、ユニヴァーサルよりサウンドトラックCDが発売された。

## 文献
1. ↑  國立劇場『女人天下』公演 東亜日報 1960.2.24付記事（NAVER内）
2. 1 2  여인천하 프로그램 （朝鮮語） 韓国国立劇場舞台芸術アーカイヴ公式サイト 2013.9.2 06:58 (UTC) 閲覧
3. ↑  여인천하 （朝鮮語） 韓国国立劇場舞台芸術アーカイヴ公式サイト 2013.9.2 09:12 (UTC) 閲覧
4. ↑  이준목 박수칠 때 떠나지 못하는 드라마들 （朝鮮語） www.dailian.co.kr 2006.11.8付記事
5. ↑  맥심 - 미래 자동차를 가능케 하는 아날로그 통합 （朝鮮語） etnews.com 2001.12.14付記事
6. ↑  도지원, '뭬야?' 연기 고충 토로 "강한 역할 스트레스" （朝鮮語） xportsnews.hankyung.com 2013.6.28付記事
7. ↑  カン・スヨン プロフィール シネマコリア. 初版1998、最新版2002.5.31、2009.11.21 08:57 (UTC) 閲覧。
8. ↑  2001 연기대상에 최수종, 전인화, 강수연 （朝鮮語） jbnews.com 2002.1.1付記事
9. ↑  2001년 한국방송촬영감독연합회 그리메상 시상식 시상내역 （朝鮮語） 韓国放送撮影監督連合会公式サイト 2013.8.28 10:19 (UTC)　閲覧
10. ↑  여인천하 출연 （朝鮮語） daum movie 2013.8.26 12:36 (UTC) 閲覧
11. ↑  女人天下 人物相関図 コリア・エンターテインメント 2013.8.29 08:46 (UTC) 閲覧
12. 1 2  여인천하（139회） （朝鮮語） SBS公式サイト 2013.8.28 08:30 (UTC) 閲覧
13. 1 2 3 4 5 6  여인천하（110회） （朝鮮語） SBS公式サイト 2013.8.28 09:15 (UTC) 閲覧
14. ↑  ［TV 하이라이트］2월 19일 화요일 （朝鮮語） 中央日報 2002.2.18付記事（オリジナル: 日刊スポーツ）
15. ↑  여인천하（57회） （朝鮮語） SBS公式サイト 2013.8.27 12:06 (UTC) 閲覧
16. ↑  주간초점 SBS 대하사극［여인천하］, SBS 드라마 스페셜［신화］ （朝鮮語） SBS公式サイト 2013.8.28 08:14 (UTC) 閲覧
17. ↑  여인천하 `금이` 올 가을에 시집간다 （朝鮮語） 中央日報 2002.4.9付記事（オリジナル: 日刊スポーツ）
18. ↑  여인천하（133회） （朝鮮語） SBS公式サイト 2013.8.28 08:59 (UTC) 閲覧
19. ↑  ［방송］2001년 3월5일 오늘의 프로 （朝鮮語） ハンギョレ 2001.3.4付記事
20. ↑  `여인천하` 100회 축하연 `엽기상품` （朝鮮語） 中央日報 2002.1.14付記事（オリジナル: 日刊スポーツ）
21. ↑  전원 민지영“난 국민불륜 배우,과거엔‘여인천하’서 순수소녀 역” （朝鮮語） newsen 2013.2.14付記事
22. ↑  여인천하（49회） （朝鮮語） SBS公式サイト 2013.8.27 11:58 (UTC) 閲覧
23. ↑  여인천하（134회） （朝鮮語） SBS公式サイト 2013.8.28 08:45 (UTC) 閲覧
24. ↑  女人天下 作品概要 コリア・エンターテインメント 2013.8.29 09:28 (UTC) 閲覧
25. ↑  女人天下 歌曲 （中国語） 亜州電視 2013.8.29 09:39 (UTC) 閲覧。※アクセスすると自動的に楽曲が流れるため注意。
26. ↑  안숙선씨 <여인천하> 타이틀곡 불러 （朝鮮語） 慶南道民日報 2001.2.15付記事
27. 1 2  여인천하 O.S.T（SBS 대하 사극） （朝鮮語） Mnet公式サイト 2013.8.29 08:24 (UTC) 閲覧
28. ↑  女人天下之庶女奪權 （上）1-50集 待續 台灣版 （中国語） yesasia 2013.8.26 09:03 (UTC) 閲覧
29. ↑  女人天下 製品情報 コリア・エンターテインメント 2013.8.29 09:06 (UTC) 閲覧
30. ↑  女人天下（第一部） 1-25集 待續 香港版 （中国語） yesasia 2013.8.29 09:11 (UTC) 閲覧
31. ↑  O.S.T - 여인천하 （朝鮮語） 教保文庫 2013.8.29 09:18 (UTC) 閲覧